# 사카모토 준지
사카모토 준지(일본어: 阪本 順治, 1958년 10월 1일 ~ )는 일본의 영화 감독이다.

## 감독 작품
- 1989년 《때려줄까 보다》
- 2000년 《얼굴》
- 2000년 《신 의리없는 전쟁》
- 2002년 《KT》
- 2003년 《내가 사는 곳》
- 2004년 《클럽 진주군》
- 2005년 《망국의 이지스》
- 2007년 《다마모에》
- 2008년 《어둠의 아이들》
- 2008년 《카멜레온》
- 2010년 《자토이치 더 라스트》
- 2010년 《도시의 이방인》
- 2011년 《오시카 마을 소동기》
- 2024년 《오키쿠와 세계》